# Давыдчи
Давыдчи (Давы́дчичи) — деревня в Ду́бровском районе Брянской области, в составе Дубровского городского поселения. Расположено у южной окраины пгт Дубровка, на правом берегу реки Сещи. Население — 430 жителей (2010).

## История
Упоминается с 1457 года; в XVII—XVIII вв. входило в состав Пацынской волости Брянского уезда. В XVIII веке — владение Засекиных, Мясоедовых, Потресовых; в XIX веке — также Дурновых, Семичевых, Тютчевых и др. До 1738 — деревня в приходе села Рековичи; в 1733—1738 на средства князя Г. М. Засекина построен храм Рождества Богородицы (не сохранился); в 2002 на месте храма сооружена часовня. С 1889 года работала церковно-приходская школа. С 1861 по 1924 в Алешинской волости Брянского (с 1921 — Бежицкого) уезда; позднее в Дубровской волости, Дубровском районе (с 1929). До 2005 года являлось центром Давыдченского сельсовета.
В 2017 году в СМИ появилась информация о том, что жители деревни просят власти переименовать деревню в Давыдчи из-за труднопроизносимости названия. В ОКТМО от 2019 года указано как Давыдчи

## Население
| 2010 | 2013 |
| ---- | ---- |
| 435  | ↘413 |